# Colección museográfica de Grafología Augusto Vels
La Colección Museográfica Augusto Vels se ubica en la Casa de los Duendes de Puerto Lumbreras (Región de Murcia). Esta muestra conserva el importante legado de este grafólogo lumbrerense, al mismo tiempo que interpreta y da a conocer su obra. Se exhiben cartas, revistas y libros de grafología, el despacho de Augusto Vels y diferentes objetos personales legados por el autor.

En marzo de 2011 fue inaugurada la nueva colección museográfica, coincidiendo con su reconocimiento como colección por parte del Sistema Regional de Museos, destacándose de este modo su singularidad al ser la única muestra de grafología en la Región de Murcia.

## Augusto Vels

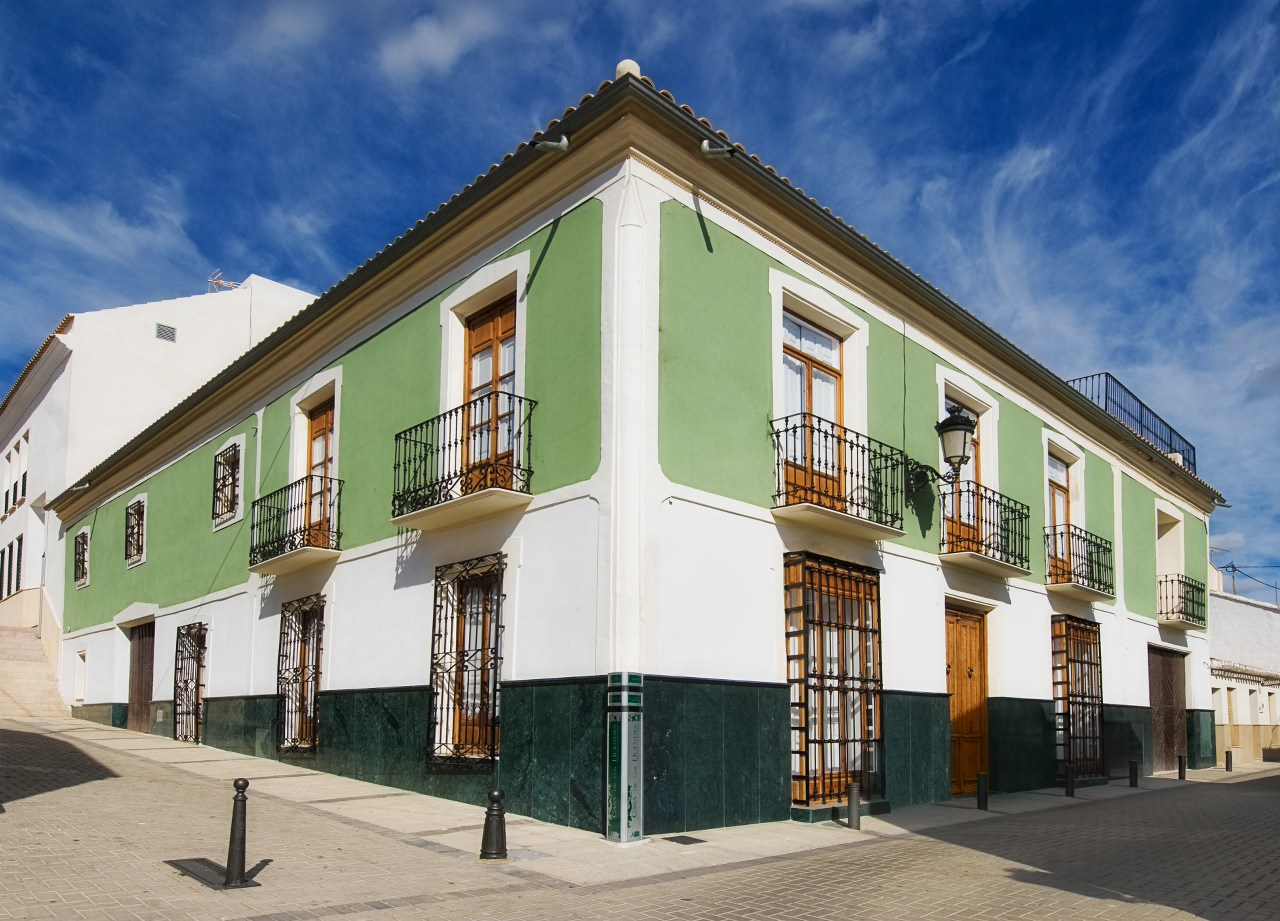
Casa de los Duendes

Alfonso Velasco Andreo, conocido como Augusto Vels, nació en Puerto Lumbreras en 1917. Inició su carrera profesional como funcionario del cuerpo de Telégrafos, trasladándose en 1940 a Barcelona, ciudad en la que empezó a escribir en el periódico El Correo Catalán. Poco tiempo después, en 1945, se diploma en Psicología Profunda y en otras disciplinas relacionadas, publicando su primer libro, Tratado de Grafología, mientras desempeña una importante labor docente como profesor de Caracterología y Grafología en el SEU de la Universidad de Barcelona.

Con el paso del tiempo su carrera se orientó hacia la empresa. Fue directivo de varias compañías en las que gestionó temas de personal, mientras continuaba con su faceta investigadora publicando numerosos trabajos sobre grafología. También desarrolló un sistema del grafoanálisis y fundó la Asociación Personal de Grafólogos. Actualmente está considerado como el Decano de los Grafólogos Españoles.

Fallecido en el año 2000, en vida recibió numerosos homenajes como ser nombrado Hijo Predilecto de Puerto Lumbreras, localidad que le dedicó una calle.

## La Colección Museográfica
El legado de Augusto Vels se exhibe en una sala dentro de la Casa de los Duendes, típica vivienda de una familia burguesa lumbrerense del siglo XIX. El objetivo de la muestra es dar a conocer esta disciplina a través de la obra profesional, académica y científica de Augusto Vels.

Dentro de la sala que custodia y exhibe su legado se ha recreado su despacho. Las estanterías guardan volúmenes sobre grafología, colección bibliográfica que está accesible para su consulta por parte de cualquier persona interesada. En las paredes cuelgan los títulos y diplomas de Alfonso Velasco, así como las menciones de universidades europeas que han reconocido su labor.

A continuación se visita el ámbito temático dedicado a la obra del autor. En varias vitrinas se exhiben los libros publicados, recortes de prensa relativos a Augusto Vels o en los que el propio autor realizó su labor divulgativa. También se muestra la correspondencia que sostuvo con personalidades de diferentes campos. En las paredes de la sala cuelgan carteles con firmas de personajes ilustres y la interpretación de su personalidad mediante la técnica del grafoanálisis

La visita concluye con un espacio dedicado a la vida cotidiana, muestra dedicada a la memoria de Augusto Vels. Aquí se exponen una serie de objetos personales junto a una muestra de la creación escultórica de su esposa, Ana Benavent, y a quien conoció en los años en los que escribía en El Correo Catalán. 

Colección museográfica Augusto Vels